# Пюизё, Виктор Александр
Викто́р Алекса́ндр Пюизё́ (фр. Victor Alexandre Puiseux, 1820—1883) — французский математик и астроном. Отец французского астронома Пьера Пюизё (1855—1928).
По окончании курса в нормальной школе был профессором математики в безансонском факультете, а затем последовательно распорядителем лекций нормальной школы, адъюнкт-астрономом в Парижской обсерватории, профессором механики в парижском факультете наук, математики и астрономии в Сорбонне, с 1868 по 1872 год членом Бюро долгот. В 1871 году избран в члены Парижской академии наук. В 1850 году разработал теорию алгебраических функций и разложения многозначных алгебраических функций в ряды по дробным степеням. С 1864 года вместе с Бертраном редактировал журнал «Научные записки Высшей нормальной школы» («Annales scientifiques de l’école normale supérieuré»).
Пюизё был также страстным альпинистом. Вероятно, он первым поднялся на главную вершину горы Мон-Пельву, которая с тех пор называется пиком Пюизё (3946 м).
В его честь назван вид израильского геккона Ptyodactylus puiseuxi.